# Человек против пчелы
«Человек против пчелы» — британский комедийный телесериал, созданный и написанный Роуэном Аткинсоном и Уильямом Дэвисом. Премьера сериала состоялась на стриминоговом сервисе Netflix 24 июня 2022 года.

## Сюжет
Безработный отец Тревор Бингли (Роуэн Аткинсон) устраивается присматривать за домом молодой пары, набитым дорогими произведениями искусства. Вместе с Тревором в дом попадает и пчела.

## В ролях
| Актёр              | Роль                                     |
| ------------------ | ---------------------------------------- |
| Роуэн Аткинсон     | Тревор Бингли (присматривающий за домом) |
| Цзин Лусы          | Нина (владелица особняка)                |
| Клоди Блэкли       | Джесс (бывшая жена Тревора)              |
| Том Басден         | офицер полиции                           |
| Джулиан Райнд-Татт | Кристиан (муж Нины)                      |
| Грег МакХью        | Колмен (садовник)                        |
| Индия Фаулер       | Мэдди (дочь Тревора)                     |

## Эпизоды
| Сезон | Серии | Серии | Даты показа  | Даты показа  |
| ----- | ----- | ----- | ------------ | ------------ |
| 1     | 9     | 9     | 24 июня 2022 | 24 июня 2022 |

### Сезон 1 (2022)
| № общий | № в сезоне | Название              | Режиссёр   | Автор сценария | Дата премьеры |
| ------- | ---------- | --------------------- | ---------- | -------------- | ------------- |
| 1       | 1          | «1 глава» «Chapter 1» | Дэвид Керр | Уильям Дэвис   | 24 июня 2022  |
| 2       | 2          | «2 глава» «Chapter 2» | Дэвид Керр | Уильям Дэвис   | 24 июня 2022  |
| 3       | 3          | «3 глава» «Chapter 3» | Дэвид Керр | Уильям Дэвис   | 24 июня 2022  |
| 4       | 4          | «4 глава» «Chapter 4» | Дэвид Керр | Уильям Дэвис   | 24 июня 2022  |
| 5       | 5          | «5 глава» «Chapter 5» | Дэвид Керр | Уильям Дэвис   | 24 июня 2022  |
| 6       | 6          | «6 глава» «Chapter 6» | Дэвид Керр | Уильям Дэвис   | 24 июня 2022  |
| 7       | 7          | «7 глава» «Chapter 7» | Дэвид Керр | Уильям Дэвис   | 24 июня 2022  |
| 8       | 8          | «8 глава» «Chapter 8» | Дэвид Керр | Уильям Дэвис   | 24 июня 2022  |
| 9       | 9          | «9 глава» «Chapter 9» | Дэвид Керр | Уильям Дэвис   | 24 июня 2022  |

## Производство

### Разработка
Сериал был анонсирован в декабре 2020 года. Актёрский состав и дата выхода были объявлены 14 апреля 2022 года. Трейлер сериала вышел 26 мая 2022 года. Девять эпизодов первого сезона появились 24 июня 2022 года на Netflix. В интервью изданию Variety, Керр допустил возможность появления второго сезона.

### Съёмки
Съёмки сериала проходили в английских графствах Хартфордшир и Бакингемшир. Декорации для дома Нины и Кристиана были построены на студии Bovingdon Studios в городе Чешем, поскольку создатели сериала не хотели разрушать настоящий дом. В августе 2021 года компания Halo Hearing Solutions в своём Instagram-аккаунте сообщила, что их филиал в Бовингтоне используется для съёмок в качестве ветеринарной клиники.

## Критика
На сайте-агрегаторе рецензий Rotten Tomatoes сериал получил 65 % «рейтинга свежести» на основе 17 отзывов критиков. На сайте-агрегаторе рецензий Metacritic сериал получил 69 баллов из 100 на основе 6 отзывов критиков, что означает «в целом положительные отзывы». Стюарт Джеффрис из The Guardian дал сериалу три звезды из пяти, похвалил игру Аткинсона, но раскритиковал отсутствие характера пчелы и обилие продакт-плейсмента. Павел Садков из «Комсомольской правды» сравнил сериал с «Томом и Джерри» и отметил, что время коротких скетчей уже ушло. Глеб Колондо из «Сеанса» раскритиковал внешний вид пчелы, но назвал картину актуальной.